# Eduardo Banda
Eduardo Banda y Pineda (f. 1929) fue un militar, pintor e ilustrador español.

## Biografía
Nació en la localidad palentina de Alar del Rey y fue discípulo de la Escuela especial de Pintura, Escultura y Grabado. Obtuvo diploma de primera clase en la Exposición Provincial de Burgos de 1882. Supuesto admirador de Neuville, la influencia de este pintor se reflejaría según Francisco Barado en sus lienzos. Dibujante y pintor, cultivó la temática militar en sus obras e ilustró para la prensa periódica. Participó en la guerra en el norte, de la que salió con el álbum repleto de apuntes. En la Exposición Internacional de 1892 presentó el cuadro titulado La Infantería de Marina en San Pedro Abanto. Más adelante trabajó en otro lienzo titulado La carga de Treviño, que habría destinado a una exposición posterior. Falleció en Madrid el 30 de diciembre de 1929.